# Saint-Martin-du-Puy (Nièvre)
Saint-Martin-du-Puy település Franciaországban, Nièvre megyében. Lakosainak száma 288 fő (2022. január 1.). Saint-Martin-du-Puy Chastellux-sur-Cure, Brassy, Chalaux, Empury, Lormes, Marigny-l’Église és Saint-André-en-Morvan községekkel határos.

## Népesség
A település népessége az elmúlt években az alábbi módon változott:
| Lakosok száma | 280  | 276  | 276  | 277  | 279  | 283  | 285  | 288  |
|               | 2013 | 2015 | 2017 | 2018 | 2019 | 2020 | 2021 | 2022 |